# Bleheratherina pierucciae
Bleheratherina pierucciae är en fiskart som beskrevs av Aarn och Walter Ivantsoff 2009. Bleheratherina pierucciae ingår i släktet Bleheratherina och familjen silversidefiskar. IUCN kategoriserar arten globalt som otillräckligt studerad. Inga underarter finns listade.